# Sân vận động Olympic Grande Torino
Sân vận động Olympic Grande Torino (tiếng Ý: Stadio Olimpico Grande Torino) là một sân vận động đa năng nằm ở Torino, Ý. Đây là sân nhà của câu lạc bộ Serie A Torino F.C. Sân nằm ở Piazzale Grande Torino, thuộc quận Santa Rita, ở khu vực trung tâm phía nam của thành phố. Sân vận động này hiện được UEFA đánh giá là sân vận động loại 4, thứ hạng cao nhất trong hệ thống xếp loại sân vận động của UEFA.
Được xây dựng vào thập niên 1930, ban đầu được gọi là Sân vận động Thành phố Benito Mussolini (hoặc thông tục là Sân vận động Thành phố (tiếng Ý: Stadio Municipale)) và sau đó là Sân vận động Thành phố (tiếng Ý: Stadio Comunale), đây là sân nhà của Juventus và Torino cho đến năm 1990, khi sân bị bỏ hoang do Sân vận động Alpi được xây dựng và sử dụng. Sau 16 năm không góp mặt ở Serie A, sân vận động đã được cải tạo và đổi tên thành "Sân vận động Olympic" để tổ chức Thế vận hội Mùa đông 2006. Sau năm 2006, cả Juventus và Torino đều trở lại Sân vận động Olympic. Juventus sử dụng sân làm sân nhà cho đến cuối mùa giải 2010-11, trong khi Torino vẫn tiếp tục sử dụng làm sân nhà cho đến ngày nay.

## Buổi hoà nhạc
- 1979 - Adriano Celentano
- 1979 - Banana Republic Tour - Lucio Dalla, Francesco De Gregori, Ron
- 1980 - Bob Marley
- 1981 - Dire Straits
- 1982 - European Tour - Rolling Stones (2 ngày)
- 1982 - Frank Zappa
- 1984 - Flick of the Switch Tour - AC/DC
- 1985 - Notti di Note Tour - Claudio Baglioni
- 1987 - Who's That Girl Tour - Madonna
- 1987 - Glass Spider Tour - David Bowie
- 1987 - Human Rights Now! Tour - Sting, Tracy Chapman, Peter Gabriel, Bruce Springsteen, Yossou N'Dour, Claudio Baglioni
- 1987 - C'è Chi Dice No Tour - Vasco Rossi
- 1988 - Bad Tour - Michael Jackson
- 1988 - World Tour - Pink Floyd
- 1988 - Tunnel of Love Express Tour - Bruce Springsteen
- 1989 - Liberi Liberi Tour - Vasco Rossi (2 ngày)
- 2009 - Jonas Brothers World Tour 2009 - Jonas Brothers
- 2009 - Bruce Springsteen World Tour 2009 - Bruce Springsteen